# 馬背峠

馬背峠（まじょうとうげ）は、福井県敦賀市と同県三方郡美浜町の境にある峠である。峠を福井県道33号佐田竹波敦賀線であった旧道が通る。

## 概要
標高170mの比較的低い峠である。この峠のある福井県道33号は別名敦賀半島横断道路とも呼ばれ、敦賀半島の中央にそびえる三内山と西方ヶ岳との鞍部を越えている。また、半島の両側に散在する海水浴場へのアクセス道路のひとつにもなっている。
標高は比較的低いが、海沿いから一気に山を越える地形ゆえ線形は比較的厳しい。

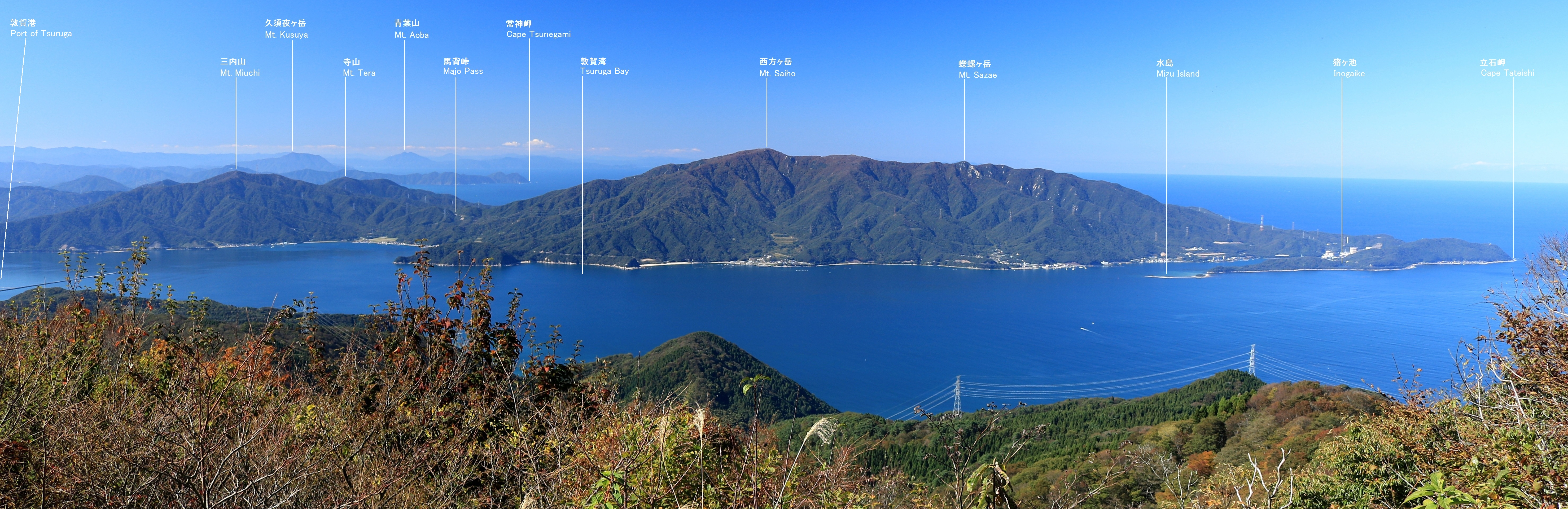
東側から望む敦賀半島の三内山と西方ヶ岳との鞍部にある馬背峠（中央左寄り）

## 道路状況
2009年（平成21年）11月、当峠の直下に整備された「馬背峠トンネル」の供用が開始された。なお、旧道も現存しているものの、馬背峠トンネル手前から峠に至る区間の一般車両の通行は遮断されており、峠まで行くことはできない。
旧道は急カーブが連続する道である。特に敦賀側は海岸からの距離が短いことから、勾配も急峻でありカーブが連続している。ただしカーブミラーが設置されているほか、片側1車線が余裕を持って確保されているなど整備がなされている。
この道は主に夏季の海水浴シーズンに海水浴客が利用されることから交通量が非常に多く、県外ナンバーの車による渋滞が頻発している。ただし、それ以外のシーズンは原子力発電所の関係者やツーリング以外の車両はほとんど通ることも無い。

### 馬背峠トンネル

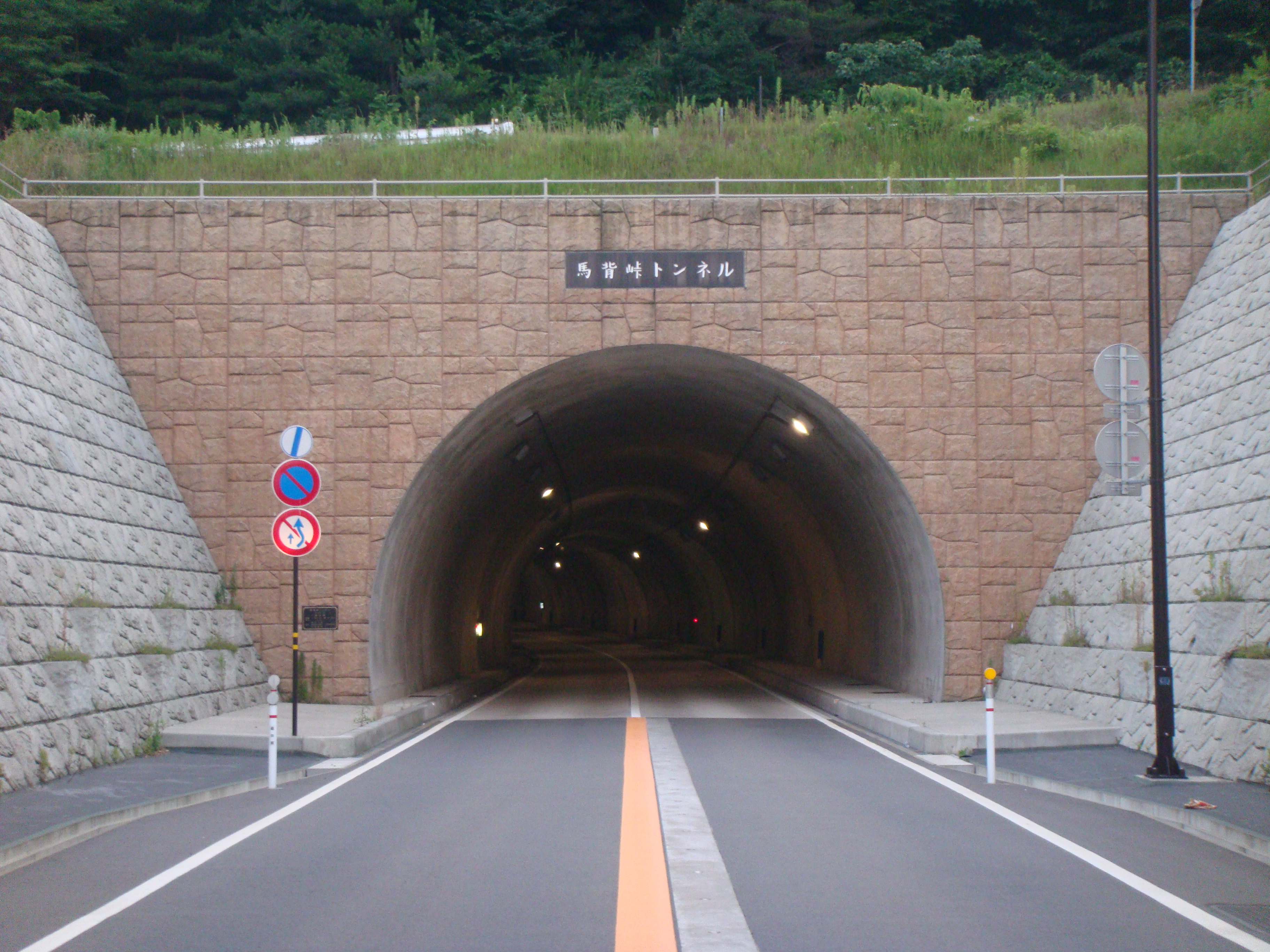
馬背峠トンネル（敦賀側、2011年（平成23年）撮影）

関西電力美浜発電所3号機の蒸気漏れ事故（2004年（平成16年）7月）を受けて、地元が中川昭一経済産業大臣（当時）に直接要望し、2005年度（平成17年度）に事業化したものである。この経緯および、原子力発電所での災害時における避難路確保をなす事業の意義から、トンネル本体と取り付け道路工事を含めた事業費（約27億円）の全てが原子力発電所の災害対策を用途とした「原子力発電施設等緊急時安全対策交付金」によって賄われたため、地元負担はない。

#### トンネルの要目
- 区間：美浜町竹波 - 敦賀市縄間
- 事業主体：福井県
- 事業期間：2005年度（平成17年度） - 2009年度（平成21年度）（同年11月11日より供用開始）
- 延長：1,405m （事業での整備延長：1,900m）
- 幅員：9.25m （うち車道：6.0m）
- 事業費：約20億円（事業全体として約27億円）